# Porricondyla juvenalis
Porricondyla juvenalis är en tvåvingeart som beskrevs av Ephraim Porter Felt 1912. Porricondyla juvenalis ingår i släktet Porricondyla och familjen gallmyggor.
Artens utbredningsområde är New York. Inga underarter finns listade i Catalogue of Life.